# Хундикаси
Хундика́си (рос. Хундыкасы, чув. Хунтăкасси) — присілок у Чувашії Російської Федерації, у складі Ільїнського сільського поселення Моргауського району.
Населення — 120 осіб (2010; 156 в 2002, 256 в 1979; 278 в 1939, 213 в 1926, 200 в 1906, 229 1858). Національний склад — чуваші, росіяни.

## Історія
Утворився як околоток присілку Янаптплова-Яндіарова (нині не існує). До 1866 року селяни мали статус державних, займались землеробством, тваринництвом. 1931 року утворено колгосп «Хлібороб». До 1920 року присілок перебував у складі Татаркасинської волості Козьмодемьянського, до 1927 року — Чебоксарського повіту. 1927 року присілок переданий до складу Татаркасинського району, 1939 року — до складу Сундирського, 1962 року — до складу Чебоксарського, 1964 року — до складу Моргауського району.